# Илмен (Воронежка област)
 Тази статия е за селото във Воронежка област.  За едноименното езеро вижте Илмен.  
Илмен (Воронежка област) (на руски: Ильмень) е село в Поворински район на Воронежка област на Русия.
Влиза в състава на селището от селски тип Мазурское.

## География

### Улици
- ул. Ленинская
- ул. Луч
- ул. Пролетарская
- ул. Садовая
- ул. Советская

## Население
| 2010 |
| ---- |
| 390  |